# The Deuce (Fernsehserie)
The Deuce ist eine US-amerikanische Fernsehserie nach einer Idee von George Pelecanos und David Simon. Die Geschichte ist auf dem Straßenstrich und in der Pornoszene angesiedelt. Die Erstausstrahlung fand vom 10. September bis zum 29. Oktober 2017 beim US-Sender HBO statt.

## Handlung
New York City in den 1970er Jahren. Der Name der Serie bezieht sich dabei auf den Spitznamen des Haupthandlungsortes, der 42nd Street im Stadtbezirk Manhattan, welche vor allem Amüsierbetriebe und Erwachsenenunterhaltung beherbergt. Vincent Martino ist jung und braucht Geld. Dem Schnauzbart tragenden Barkeeper kommt daher die aufblühende Pornobranche gerade recht. Zu dieser Zeit eröffnen gerade die ersten Sexkinos in der Stadt, und die Grenzen zwischen Pornografie und Prostitution sind fließend. Gemeinsam mit seinem Zwillingsbruder Frankie holt er Prostituierte von der Straße, die sich nun vor der Kamera räkeln und sich über ein paar Dollar zusätzlich freuen. Auch wenn es wie leicht verdientes Geld scheint, sind die Schattenseiten dieser Szene Geschlechtskrankheiten und Drogenprobleme sowie die unvermeidliche Abhängigkeit von der damals noch allgegenwärtigen italienischstämmigen Mafia, die die beiden als Strohmänner für den Betrieb von Bars, Peepshows und Massagesalons einsetzt.

## Besetzung und Synchronisation
Die Serie wurde bei der Arena Synchron in Berlin vertont. Holger Twellmann schrieb die Dialogbücher, Martin Keßler führte die Dialogregie.

### Hauptdarsteller
| Schauspieler          | Bild                  | Rolle                  | Hauptrolle (Folgen) | Synchronsprecher     | Rollenbeschreibung                                  |
| --------------------- | --------------------- | ---------------------- | ------------------- | -------------------- | --------------------------------------------------- |
| James Franco          | James Franco          | Vincent Martino        | 1.01–3.08           | Marcel Collé         | Zwillingsbruder von Frankie / Barbetreiber          |
| James Franco          | James Franco          | Frankie Martino        | 1.01–3.05, 3.08     | Marcel Collé         | Zwillingsbruder von Vincent                         |
| Maggie Gyllenhaal     | Maggie Gyllenhaal     | Eileen „Candy“ Merrell | 1.01–3.08           | Katrin Zimmermann    | Freischaffende Prostituierte und Pornoproduzentin   |
| Margarita Levieva     | Margarita Levieva     | Abigail „Abby“ Parker  | 1.01–3.08           | Rubina Nath          | Studentin, die in Vincents Bar arbeitet             |
| Gary Carr             |                       | C. C.                  | 1.01–2.08, 3.08     | Arne Stephan         | Zuhälter                                            |
| Lawrence Gilliard Jr. | Lawrence Gilliard Jr. | Chris Alston           | 1.01–3.08           | Asad Schwarz         | Streifenpolizist und späterer Detective             |
| Dominique Fishback    | Dominique Fishback    | Darlene                | 1.01–2.09, 3.05     | Maximiliane Häcke    | Prostituierte von Larry Brown und Pornodarstellerin |
| Emily Meade           | Emily Meade           | Lori                   | 1.01–3.08           | Lara Trautmann       | Prostituierte von C.C. und Pornodarstellerin        |
| Gbenga Akinnagbe      | Gbenga Akinnagbe      | Larry Brown            | 1.01–2.09           | Tobias Müller        | Zuhälter und Pornodarsteller                        |
| Chris Bauer           | Chris Bauer           | Bobby Dwyer            | 1.01–3.08           | Michael Iwannek      | Vorarbeiter, Schwager von Frankie und Vincent       |
| Chris Coy             |                       | Paul Hendrickson       | 1.01–3.08           | Florian Clyde        | Schwuler Barkeeper in Vincents Bar                  |
| Natalie Paul          |                       | Sandra Washington      | 1.02–1.08           | Giovanna Winterfeldt | Journalistin                                        |
| Michael Rispoli       |                       | Rudy Pipilo            | 1.01–3.06, 3.08     | Frank Röth           | Capo der Gambino-Familie                            |
| Luke Kirby            | Luke Kirby            | Gene Goldman           | 2.01–3.08           | Timmo Niesner        | Mitarbeiter in Ed Kochs Administration              |

### Nebendarsteller (Auswahl)
| Schauspieler         | Bild             | Rolle                  | Hauptrolle (Folgen)                               | Synchronsprecher     | Rollenbeschreibung                          |
| -------------------- | ---------------- | ---------------------- | ------------------------------------------------- | -------------------- | ------------------------------------------- |
| Zoe Kazan            | Andrea Martino   | Andrea Martino         | 1.01, 1.04, 2.09, 3.01–3.02, 3.04–3.05, 3.07      | Janin Stenzel        | Vincents Frau                               |
| Method Man           | Method Man       | Rodney                 | 1.01–2.09, 3.08                                   | Sascha Rotermund     | Zuhälter                                    |
| Anwan Glover         | Anwan Glover     | Leon                   | 1.01–1.07, 2.03, 2.05–2.09, 3.02–3.03, 3.05, 3.08 | Ralf David           | Restaurantbesitzer                          |
| Don Harvey           | Don Harvey       | Danny Flanagan         | 1.01–2.07, 3.08                                   | Viktor Neumann       | Streifenpolizist                            |
| Daniel Sauli         |                  | Tommy Longo            | 1.01–3.08                                         | Matthias Deutelmoser | Schuldeneintreiber der Mafia                |
| David Krumholtz      | Harvey Wasserman | Harvey Wasserman       | 1.03, 1.05–2.09 3.01–3.02, 3.05–3.08              | Gerrit Hamann        | Pornoproduzent                              |
| Roberta Colindrez    |                  | Irene                  | 2.01–2.05, 2.07, 2.09–3.01, 3.04–3.06, 3.08       | Mareile Moeller      | Managerin des Peepshow-Theaters von Vincent |
| Jamie Neumann        |                  | Dorothy „Ashley“ Spina | 1.01–1.02, 1.04–1.06, 2.02–2.09                   | Friederike Walke     | Ehemalige Prostituierte und Aktivistin      |
| Alysia Reiner        | Alysia Reiner    | Kiki Rains             | 2.02, 2.04–2.05, 2.07–2.09, 3.02–3.04, 3.06       |                      | Agentin für Pornodarsteller                 |
| Garry Pastore        |                  | Matthew Ianniello      | 1.06–1.07, 2.02–2.03, 2.07                        |                      | Boss der Genovese-Familie                   |
| Aaron Dean Eisenberg |                  | Todd Lang              | 1.04, 1.07–1.08, 2.02, 2.05–3.05, 3.08            | Nico Sablik          | Paul Hendricksons Freund                    |
| Corey Stoll          | Corey Stoll      | Hank Jaffe             | 3.01–3.06, 3.08                                   | Matthias Klie        | Candys Freund                               |

## Produktion
Die Serie entstand unter der Federführung von HBO und wurde von George Pelecanos und David Simon mitentwickelt, die mit der Kultserie The Wire Geschichte schrieben. Anfang Juni 2017 wurde ein erster Trailer zur Serie veröffentlicht. Die acht Folgen der ersten Staffel wurden vom 10. September bis 29. Oktober 2017 in den USA auf HBO ausgestrahlt. Die zweite Folge wurde am 10. September 2017 im Rahmen des Toronto International Film Festivals erstmals gezeigt.
Der Titel der Serie bezieht sich auf das ehemalige New Yorker Vergnügungsviertel, in dem der Film spielt, den Times Square an der 42nd Street in Manhattan. Etymologisch wurde aus forty deuce (42) The Deuce, was zugleich ein Name für den Teufel ist. Im Glücksspiel bezeichnet das Wort eine Zwei beim Würfeln.
Im September 2017 kündigte HBO die Produktion einer zweiten Staffel der Serie an. Ab dem 9. September 2018 feiert die zweite Staffel von The Deuce bei HBO Premiere.

## Episodenliste

### Staffel 1
| Nr. (ges.) | Nr. (St.) | Deutscher Titel               | Originaltitel        | Erstausstrahlung                           | Deutschsprachige Erstausstrahlung (D) | Regie             | Drehbuch                                                    | Zuschauer (USA) |
| ---------- | --------- | ----------------------------- | -------------------- | ------------------------------------------ | ------------------------------------- | ----------------- | ----------------------------------------------------------- | --------------- |
| 1          | 1         | Überleben auf der 42nd Street | Pilot                | 25. Aug. 2017 (Online) 10. Sep. 2017 (HBO) | 11. Sep. 2017                         | Michelle MacLaren | George Pelecanos & David Simon                              | 0,83 Mio.       |
| 2          | 2         | Fünf Prozent                  | Show and Prove       | 17. Sep. 2017                              | 18. Sep. 2017                         | Ernest Dickerson  | Richard Price & George Pelecanos                            | 0,84 Mio.       |
| 3          | 3         | Eine Frage des Prinzips       | The Principle Is All | 24. Sep. 2017                              | 25. Sep. 2017                         | James Franco      | David Simon & Richard Price                                 | 0,99 Mio.       |
| 4          | 4         | Mund des Todes                | I See Money          | 1. Okt. 2017                               | 2. Okt. 2017                          | Alex Hall         | Lisa Lutz Idee: George Pelecanos & Lisa Lutz                | 0,94 Mio.       |
| 5          | 5         | Neue Geschäfte                | What Kind of Bad?    | 8. Okt. 2017                               | 9. Okt. 2017                          | Uta Briesewitz    | Will Ralston & Chris Yakaitis Idee: Richard Price           | 0,89 Mio.       |
| 6          | 6         | Sexualmoral                   | Why Me?              | 15. Okt. 2017                              | 16. Okt. 2017                         | Roxann Dawson     | Marc Henry Johnson Idee: Richard Price & Marc Henry Johnson | 0,81 Mio.       |
| 7          | 7         | Au Reservoir                  | Au Reservoir         | 22. Okt. 2017                              | 23. Okt. 2017                         | James Franco      | Megan Abbott Idee: David Simon & Megan Abbott               | 0,95 Mio.       |
| 8          | 8         | Premierenfieber               | My Name Is Ruby      | 29. Okt. 2017                              | 30. Okt. 2017                         | Michelle MacLaren | David Simon & George Pelecanos                              | 0,77 Mio.       |

### Staffel 2
| Nr. (ges.) | Nr. (St.) | Deutscher Titel          | Originaltitel                     | Erstausstrahlung | Deutschsprachige Erstausstrahlung (D) | Regie          | Drehbuch                       | Zuschauer (USA) |
| ---------- | --------- | ------------------------ | --------------------------------- | ---------------- | ------------------------------------- | -------------- | ------------------------------ | --------------- |
| 9          | 1         | Existenzberechtigung     | Our Raison D’Etre                 | 9. Sep. 2018     | 10. Sep. 2018                         | Alex Hall      | David Simon & George Pelecanos | 0,64 Mio.       |
| 10         | 2         | Kunst und Kopulation     | There’s an Art to This            | 16. Sep. 2018    | 17. Sep. 2018                         | Alex Hall      | Richard Price                  | 0,61 Mio.       |
| 11         | 3         | Dumpingpreise            | Seven-Fifty                       | 23. Sep. 2018    | 24. Sep. 2018                         | Steph Green    | Chris Yakaitis                 | 0,59 Mio.       |
| 12         | 4         | Brandstiftung            | What Big Ideas                    | 30. Sep. 2018    | 1. Okt. 2018                          | Uta Briesewitz | Anya Epstein                   | 0,56 Mio.       |
| 13         | 5         | Der große böse Wolf      | All You’ll Be Eating is Cannibals | 7. Okt. 2018     | 15. Okt. 2018                         | Zetna Fuentes  | Richard Price & Carl Capotorto | 0,49 Mio.       |
| 14         | 6         | Die Bestie in uns        | We’re All Beasts                  | 14. Okt. 2018    | 22. Okt. 2018                         | Susanna White  | Megan Abbott & Stephani DeLuca | 0,55 Mio.       |
| 15         | 7         | Emanzenquatsch           | The Feminism Part                 | 21. Okt. 2018    | 29. Okt. 2018                         | Tricia Brock   | Will Ralston                   | 0,45 Mio.       |
| 16         | 8         | Gefährliche Seilschaften | Nobody Has to Get Hurt            | 28. Okt. 2018    | 5. Nov. 2018                          | Tanya Hamilton | George Pelecanos               | 0,48 Mio.       |
| 17         | 9         | Abgenabelt               | Inside the Pretend                | 4. Nov. 2018     | 12. Nov. 2018                         | Minkie Spiro   | David Simon                    | 0,39 Mio.       |

### Staffel 3
| Nr. (ges.) | Nr. (St.) | Deutscher Titel         | Originaltitel          | Erstausstrahlung | Deutschsprachige Erstausstrahlung (D) | Regie          | Drehbuch                       | Zuschauer (USA) |
| ---------- | --------- | ----------------------- | ---------------------- | ---------------- | ------------------------------------- | -------------- | ------------------------------ | --------------- |
| 18         | 1         | Sex, AIDS und Video     | The Camera Loves You   | 9. Sept. 2019    | 20. Jan. 2020                         | Alex Hall      | David Simon & George Pelecanos | 0,34 Mio.       |
| 19         | 2         | Der lauernde Tod        | Morta di Fame          | 16. Sept. 2019   | 20. Jan. 2020                         | Susanna White  | Carl Capotorto                 | 0,28 Mio.       |
| 20         | 3         | Die verlorene Tochter   | Normal Is a Lie        | 23. Sept. 2019   | 27. Jan. 2020                         | Tanya Hamilton | Iturri Sosa                    | 0,30 Mio.       |
| 21         | 4         | Einmal Hure, immer Hure | They Can Never Go Home | 30. Sept. 2019   | 27. Jan. 2020                         | James Franco   | Will Ralston                   | 0,30 Mio.       |
| 22         | 5         | Alterslos               | You Only Get One       | 7. Okt. 2019     | 3. Feb. 2020                          | Roxann Dawson  | Chris Yakaitis                 | 0,24 Mio.       |
| 23         | 6         | Das Ende vom Anfang     | This Trust Thing       | 14. Okt. 2019    | 3. Feb. 2020                          | James Franco   | Stephani DeLuca                | 0,26 Mio.       |
| 24         | 7         | Das war’s für heute     | That’s a Wrap          | 21. Okt. 2019    | 10. Feb. 2020                         | Alex Hall      | George Pelecanos & David Simon | 0,28 Mio.       |
| 25         | 8         | Abgedreht               | Finish It              | 28. Okt. 2019    | 10. Feb. 2020                         | Roxann Dawson  | George Pelecanos & David Simon | 0,29 Mio.       |

## Rezeption

### Kritiken
Die erste Staffel der Serie konnte bislang 93 Prozent der Kritiker bei Rotten Tomatoes überzeugen, die zweite Staffel 99 Prozent, die dritte Staffel 88 Prozent.
Lars Weisbrod von der Zeit lobte, wie „die Serie ohne comichafte Übertreibung“ dokumentiere und „nicht rührselig“ werde. Insbesondere hebt er eine Szene in Folge 5 hervor, „für die nicht nur Maggie Gyllenhaal einen Emmy verdient“ habe, „sondern auch Uta Briesewitz“.
In seiner Kritik zur Pilotepisode schreibt Axel Schmitt von Serienjunkies.de: „Wie so oft bei David Simon lassen sich in der Auftaktepisode noch keine klaren Handlungsbögen ausmachen. Viel eher stürzt er uns in eine von ihm imaginierte, mit starken Anleihen an die historische Realität entworfene Welt, die von zahllosen interessanten Figuren bevölkert ist. Das von deren Darstellern vorgetragene Schauspiel sowie der wie gewohnt brillante Dialog aus der Feder von Simon und Pelecanos sorgen dafür, dass man als Zuschauer auch ohne erkennbaren roten Faden gefesselt ist.“

### Auszeichnungen
American Society of Cinematographers Awards 2018
- Nominierung für die Pilotfolge (Pepe Avila del Pino)[17]

Golden Globe Awards 2018
- Nominierung als Beste Serien-Hauptdarstellerin – Drama (Maggie Gyllenhaal)

NAACP Image Awards 2018
- Nominierung für die Beste Regie (Ernest R. Dickerson)[18]

Writers Guild of America Awards 2018
- Nominierung als Beste neue Serie[19]